# Oyace
Oyace – miejscowość i gmina we Włoszech, w regionie Dolina Aosty, w dolinie Valpelline w Alpach Pennińskich.
Według danych na styczeń 2009 gminę zamieszkiwały 222 osoby przy gęstości zaludnienia 7,25 os./1 km².